# 이얼
이얼(본명: 이응덕, 1964년 4월 5일~2022년 5월 26일)은 대한민국의 배우이다.
1983년 연극배우로 처음 데뷔하였고, 이듬해인 1984년 뮤지컬배우로, 1993년 영화배우로 데뷔하였다.

## 사망
보이스 시즌4의 촬영을 마친 다음 2022년 5월 26일에 식도암으로 사망했다

## 학력
- 경원전문대학 산업디자인학과(졸업)

## 출연작

### 영화
- 1993년 《짧은 여행의 끝》
- 1993년 《멜로》
- 1994년 《49일의 남자》 ... 이지훤 역
- 1995년 《비상구가 없다》 ... 르뽀 작가 역
- 1996년 《축제》 ... 원일 역
- 2001년 《와이키키 브라더스》 ... 성우 역
- 2002년 《중독》 ... 호진 역
- 2002년 《H》 ... 한 형사 역(우정출연)
- 2003년 《봄날의 곰을 좋아하세요?》 ... 박윤호 역
- 2004년 《사마리아》 ... 여진 부 영기 역
- 2005년 《레드아이》 ... 오종현 역
- 2005년 《분홍신》 ... 성준 역(우정출연)
- 2006년 《홀리데이》 ... 대철 역
- 2006년 《사생결단》 ... 최 형사 역(우정출연)
- 2007년 《화려한 휴가》 ... 배 중령 역
- 2008년 《무방비도시》 ... 광역수사대장 역(특별출연)
- 2008년 《고사: 피의 중간고사》 ... 수위 역
- 2008년 《여기보다 어딘가에》 ... 수연 부 역(특별출연)
- 2009년 《인사동 스캔들》 ... 송태수 역(우정출연)
- 2012년 《내가 먼저 농담을 시작했다》 ... 황효섭 역
- 2019년 《82년생 김지영》 ... 영수 역
- 2021년 《제8일의 밤》 ... 하정스님 역
- 2022년 《경관의 피》... 서중호 역

### 드라마
- 1993년 MBC 《경찰청 사람들》 위기의 여자 ... 박무송 역
- 2004년 KBS2 미니시리즈 《북경, 내 사랑》 ... 장봉수 역
- 2005년 KBS2 단막극 《드라마시티 - 황금숲, 토끼》 ... 진태 역
- 2006년 SBS 미니시리즈 《연인》
- 2014년 SBS 주말 2부작드라마 《엄마의 선택》 ... 서창석 역
- 2015년 SBS 특집드라마 《에이스》 ... 장 사무장 역
- 2018년 tvN 토일드라마 《라이브》 ... 이삼보 경위 역
- 2019년 KBS2 수목드라마 《저스티스》 ... 우종렬 역
- 2019년 OCN 주말드라마 《왓쳐》 ... 장현구 역
- 2019년 SBS 금토드라마 《스토브리그》 ... 윤성복 역
- 2020년 tvN 수목드라마 《오 마이 베이비》 ... 조 아저씨 역
- 2020년 tvN 토일드라마 《사이코지만 괜찮아》 ... 고대환 역
- 2020년 JTBC 월화드라마 《18 어게인》 ... 일권의 아버지 역 (특별출연)
- 2021년 넷플릭스 웹드라마 《무브 투 헤븐: 나는 유품정리사입니다》 ... 양복점 사장 역
- 2021년 tvN 금토드라마 《보이스 4》 ... 양복만 역